# District de Kourortny
Le district Kourortny (littéralement district balnéaire en russe : Куро́ртный райо́н, kourortny étant un adjectif qualificatif dérivé de kourort (Куро́рт, du mont allemand Kurort, littéralement « lieu de cure ») et qui peut se traduire en français par balnéaire ou thermal) est un district de l'agglomération du grand Saint-Pétersbourg (Russie) localisé sur l'isthme de Carélie, au bord du golfe de Finlande. En 2002, il y avait 67 511 habitants, en incluant les villes municipales de Sestroretsk avec 40 287 habitants, Zelenogorsk avec 12 074 habitants, ainsi que les communes urbaines de Beloostrov avec 1 690 habitants, Komarovo avec 1 062 habitants, Molodiojnoïe avec 1 437 habitants, Pessotchny avec 6,487 habitants, Repino avec 2 011 habitants, Serovo avec 252 habitants, Smoliatchkovo avec 568 habitants, Solnetchnoïe avec 1 161 habitants, et Ouchkovo avec 482 habitants.